# Liolaemus neuquensis
Espèce
Synonymes
- Liolaemus altissimus neuquensis Müller & Hellmich, 1939

Liolaemus neuquensis est une espèce de sauriens de la famille des Liolaemidae.

## Répartition
Cette espèce est endémique d'Argentine.

## Description
C'est un saurien vivipare.

## Étymologie
Son nom d'espèce, composé de neuqu et du suffixe latin -ensis, « qui vit dans, qui habite », lui a été donné en référence au lieu de sa découverte, la  province de Neuquén.

## Publication originale
- Müller & Hellmich, 1939 : Liolaemus-Arten aus dem westlichen Argentinien. II. Über eine neue Liolaemus altissimus - Rasse vom Volcán Copahue. Zoologischer Anzeiger, vol. 125, no 5/6, p. 113-119.